# Xinonéri
Xinonéri är en ort i Grekland.   Den ligger i prefekturen Nomós Kardhítsas och regionen Thessalien, i den centrala delen av landet, 220 km nordväst om huvudstaden Aten. Xinonéri ligger 141 meter över havet och antalet invånare är 597.
Terrängen runt Xinonéri är kuperad åt sydväst, men åt nordost är den platt.Runt Xinonéri är det glesbefolkat, med 16 invånare per kvadratkilometer. Närmaste större samhälle är Karditsa, 7,4 km nordost om Xinonéri. Trakten runt Xinonéri består till största delen av jordbruksmark.